# Gare de Beaulieu-sur-Mer
Gare de Beaulieu-sur-Mer – stacja kolejowa w Beaulieu-sur-Mer, w regionie Prowansja-Alpy-Lazurowe Wybrzeże, we Francji. Znajdują się tu 2 perony.